# Bolbotrypes davidi
Bolbotrypes davidi är en skalbaggsart som beskrevs av Leon Fairmaire 1891. Bolbotrypes davidi ingår i släktet Bolbotrypes och familjen Bolboceratidae. Inga underarter finns listade.